# Mazda Soccer Club 1991-1992
Questa voce raccoglie le informazioni riguardanti il Mazda Soccer Club nelle competizioni ufficiali della stagione 1991-1992.

## Stagione
Dopo aver raggiunto le semifinali della coppa di Lega (dove fu sconfitto dai futuri vincitori dello Yomiuri) il Mazda, che si era presentato ai nastri di partenza dell'ultima edizione della Japan Soccer League come neopromosso, ottenne un piazzamento di metà classifica e, al termine della stagione, si iscrisse alla neocostituita J. League. In coppa nazionale la squadra uscì al secondo turno, a causa di una sconfitta ai tiri di rigore contro il Kawasaki Steel.

## Maglie e sponsor
Vengono utilizzati due tipi di divisa, entrambi prodotti dall'Adidas: il primo è interamente blu con strisce bianche sulla maglia, il secondo è completamente bianco con inserti gialli e blu. Sul petto della maglia campeggia la scritta Mazda.
| Manica sinistra · Manica sinistra · Maglietta · Maglietta · Manica destra · Manica destra · Pantaloncini · Calzettoni | Manica sinistra · Manica sinistra · Maglietta · Maglietta · Manica destra · Manica destra · Pantaloncini · Calzettoni |  |

## Rosa
| N. |                           | Ruolo | Calciatore           |
| -- | ------------------------- | ----- | -------------------- |
| 1  | Giappone (bandiera)       | P     | Kazuya Maekawa       |
| 2  | Giappone (bandiera)       | D     | Yasuyuki Satō        |
| 3  | Giappone (bandiera)       | D     | Hiroshi Matsuda      |
| 4  | Cecoslovacchia (bandiera) | C     | Jiří Kabyl           |
| 5  | Giappone (bandiera)       | D     | Yasutaka Yoshida     |
| 6  | Stati Uniti (bandiera)    | D     | Dan Calichman        |
| 7  | Giappone (bandiera)       | C     | Shinichiro Takahashi |
| 8  | Giappone (bandiera)       | C     | Yahiro Kazama        |
| 9  | Giappone (bandiera)       | A     | Takumi Shima         |
| 10 | Giappone (bandiera)       | C     | Hirofumi Zaima       |
| 11 | Cecoslovacchia (bandiera) | D     | Július Bielik        |
| 12 | Giappone (bandiera)       | D     | Nobuhiro Ueno        |
| 13 | Giappone (bandiera)       | D     | Hirofumi Yamanishi   |
| 14 | Giappone (bandiera)       | A     | Masakazu Kōda        |
| 15 | Giappone (bandiera)       | C     | Yoshiro Moriyama     |
| 16 | Giappone (bandiera)       | A     | Akihiro Kameda       |

| N. |                     | Ruolo | Calciatore          |
| -- | ------------------- | ----- | ------------------- |
| 17 | Giappone (bandiera) | C     | Mitsuhiko Ogata     |
| 18 | Giappone (bandiera) | C     | Shinji Kobayashi    |
| 19 | Giappone (bandiera) | A     | Takashi Kawamura    |
| 20 | Giappone (bandiera) | A     | Takuya Takagi       |
| 21 | Giappone (bandiera) | A     | Eiji Hirata         |
| 22 | Giappone (bandiera) | C     | Yushi Makita        |
| 23 | Giappone (bandiera) | P     | Kazumasa Kawano     |
| 24 | Giappone (bandiera) | A     | Teruyuki Tahara     |
| 25 | Giappone (bandiera) | C     | Ken Michiki         |
| 26 | Giappone (bandiera) | D     | Tomohiro Katanosaka |
| 27 | Giappone (bandiera) | C     | Hajime Moriyasu     |
| 28 | Giappone (bandiera) | C     | Akinobu Yokuichi    |
| 29 | Giappone (bandiera) | D     | Mitsuhiko Ogata     |
| 30 | Scozia (bandiera)   | A     | Scott McGarvey      |
| 31 | Giappone (bandiera) | D     | Kenji Kita          |
| 34 | Giappone (bandiera) | A     | Ryuji Nagata        |

## Statistiche

### Statistiche di squadra
| Competizione          | Punti | Totale | Totale | Totale | Totale | Totale | Totale | DR  |
| Competizione          | Punti | G      | V      | N      | P      | Gf     | Gs     | DR  |
| --------------------- | ----- | ------ | ------ | ------ | ------ | ------ | ------ | --- |
| JSL Division 1        | 27    | 22     | 7      | 6      | 9      | 30     | 23     | +7  |
| JSL Cup               | -     | 5      | 2      | 1      | 2      | 7      | 5      | +2  |
| Coppa dell'Imperatore | -     | 2      | 1      | 1      | 0      | 3      | 2      | +1  |
| Totale                |       | 29     | 25     | 9      | 8      | 40     | 30     | +10 |